# Elisabeth Kübler-Ross
Elisabeth Kübler-Ross (ur. 8 lipca 1926 w Zurychu, zm. 24 sierpnia 2004 w Scottsdale) – amerykańska lekarka szwajcarskiego pochodzenia, znana ze swojej przełomowej książki Rozmowy o śmierci i umieraniu (On Death and Dying), w której przedstawiła psychologiczną teorię reakcji pacjenta na wiadomość o nieuleczalnej chorobie i bliskiej perspektywie śmierci:
Pięć etapów psychologicznych, które przechodzi pacjent to według Elisabeth Kübler-Ross:
- zaprzeczenie
- gniew
- targowanie się (negocjacja)
- depresja
- akceptacja

Analogicznie etapy te przechodzą także bliscy terminalnie chorego.
Pochodziła z Zurychu i tam w 1957 ukończyła studia medyczne. Rok później wyjechała do Stanów Zjednoczonych, aby kontynuować kształcenie w Nowym Jorku. Pracując w USA była zaszokowana podejściem do chorych umierających w szpitalach. Zapoczątkowała cykl wykładów na ten temat. Potem wydała książkę Rozmowy o śmierci i umieraniu. W psychiatrii specjalizowała się na uniwersytecie w Kolorado w 1963. W uznaniu jej dorobku naukowego uzyskała ponad 20 tytułów doktora honoris causa.
Ostatnie lata i śmierć
W latach 1987–1994 Kübler-Ross przeszła serię udarów, z których żaden nie nałożył na nią trwałych ograniczeń fizycznych. Po pożarze domu w Wirginii 6 października 1994 r. i późniejszym przejściowym ataku niedokrwiennym (TIA) przeniosła się do Scottsdale w Arizonie. W tym okresie farma Healing Waters Farm i Centrum Elisabeth Kübler-Ross zaprzestały działalności w Headwaters w Wirginii. W następnym miesiącu kupiła rezydencję na pustyni w pobliżu Carefree. Po większym udarze w maju 1995 r. poruszała się na wózku inwalidzkim i pragnęła móc określić czas swojej śmierci.
W 1997 roku Oprah Winfrey poleciała do Arizony, aby przeprowadzić wywiad z Kübler-Ross i porozmawiać z nią, czy ona sama przechodzi przez pięć etapów żałoby. W lipcu 2001 roku pojechała do Szwajcarii, aby wraz z trzema siostrami trojaczkami świętować swoje ostatnie urodziny (75. rocznicę). Po wydarzeniach z 11 września magazyn Time zabrał ją do Nowego Jorku, aby potencjalnie opisać proces zbiorowej żałoby w mieście. W wywiadzie dla The Arizona Republic z 2002 roku stwierdziła, że jest gotowa na śmierć, a nawet przyjęła ją z radością, nazywając Boga „przeklętym prokrastynatorem”. Od 2002 r. do sierpnia 2004 r. przebywała w Domu Pomocy Społecznej pod opieką hospicyjną, w którym spędziła ostatnie dni życia.
Kübler-Ross zmarła z dwójką dzieci u boku w Scottsdale 24 sierpnia 2004 r. w wieku 78 lat z przyczyn naturalnych. Została pochowana na cmentarzu Paradise Memorial Gardens w Scottsdale.
Po śmierci Elisabeth Muhammad Ali podzielił się swoimi refleksjami na temat jej życia w książce Tea With Elisabeth, mówiąc: „Elisabeth nauczyła nas, że samorealizacja jest ważną częścią zrozumienia sensu życia… To nie przypadek… że kobieta, która uczyła tak wiele o śmierci i umieraniu jako procesie, było naprawdę kampanią życia”.
W 2005 roku jej syn Ken Ross założył Fundację Elisabeth Kübler-Ross w Scottsdale w Arizonie.

## Dzieła wydane po polsku
- Dzieci i śmierć ISBN 978-83-7278-253-3.
- Koło życia (Autobiografia)
- Rozmowy o śmierci i umieraniu ISBN 83-7278-230-4.
- Śmierć. Ostatni etap rozwoju
- Życiodajna śmierć ISBN 83-7015-296-1.